# Pachnoda dechambrei
Pachnoda dechambrei är en skalbaggsart som beskrevs av Rigout 1986. Pachnoda dechambrei ingår i släktet Pachnoda och familjen Cetoniidae. Inga underarter finns listade i Catalogue of Life.